# Matthias Fronius
Matthias Fronius (Brassó, 1522. február 28. – 1588) brassói városi tanácsos.

## Életpályája
Apja Andreas Fronius lelkész volt. 1543. március 30-ától Luther és Melanchthon tanítványa volt a wittenbergi egyetemen; azután tanító és 1545-46-ban rektor volt a brassói gimnáziumban, 1545-től 1569-ig városi jegyző és tanácsos. 1573-ban  városkapitánynak választották, 1588-ban helyettes bíró lett. Történelmi jelentőségű munkája az, hogy a szász univerzitás megbízásából összeállította az erdélyi szászok jogkódexét a magdeburgi jog és Justinianus törvénykönyve alapján, és saját költségén kiadta latin és német nyelven. A Statuta illetve Eygenlandrecht néven ismert jogszabály-gyűjtemény 1853-ig, az osztrák polgári törvénykönyv bevezetéséig maradt hatályban.

## Művei
- Statvta Jvrivm Mvnicipalivm Saxonvm in Transsylvania. Opera Matthiae Fronii revisa, locupletata et edita. Cum gratia, et privilegio decennali. 1583. Corona. (Szeben, 1721. és Erdélyországnak három könyvekre osztatott törvényes könyve. Kolosvár, 1779. és Kolosvár 1815. Melléklete).
- Statuta (Der Sachsen in Siebenbürgen): Oder eygen Landtrecht. Durch Matthiam Fronium Vbersehen, gemehret und mit Kön. Majest: in Polen gnad und Priuilegio in Druck gebracht. Kolosvár, 1583.